# Libra egipcia

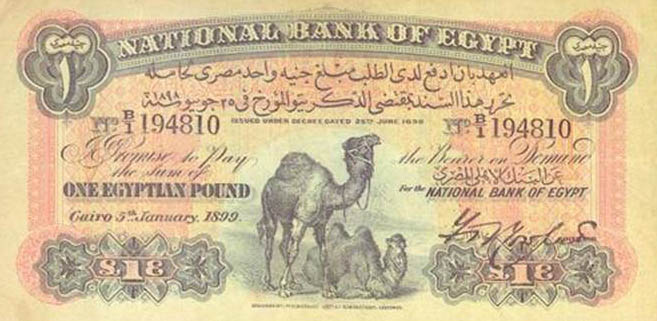
Primer billete de 1 libra, emitido en 1898.

La libra egipcia (en árabe egipcio: جنيه مصرى Genēh Maṣri) es la moneda legal actual de Egipto. Se divide en 100 piastras (قرش, qirsh), o 1000 milésimos (milliemes, مليم, mallim).  El código ISO 4217 para la libra egipcia es EGP. Localmente se usa la abreviatura LE o L.E., que significa en francés livre égyptienne. El nombre en árabe egipcio, geneh, puede ser relacionado al nombre inglés, guinea.

## Historia
En 1834, un decreto real que promulga un proyecto de ley parlamentario fue publicado para prever la aplicación de una moneda egipcia basada en una base bimetálica. Dos años más tarde, la libra egipcia fue acuñada y puesta en la circulación.
Originalmente fue dividida en 100 piastras, cada una de 40 para. En 1885, la para dejó de ser usada y la piastra fue dividida en décimos, que fueron renombrados milliemes en 1916.
Los cambios legales fueron fijados por la fuerza de la ley para monedas extranjeras de importancia, y estos fueron aceptables para el establecimiento de transacciones internas. Gradualmente, esto condujo al uso del patrón oro en Egipto, entre 1885 y 1914. El Banco Nacional de Egipto imprimió billetes de banco por primera vez el 3 de abril de 1899.[¿según quién?]

## Billetes
En la actualidad, hay dos entidades emisoras distintas, el Banco Central de Egipto y el Gobierno del País. Ambas emisiones tienen carácter oficial y son de libre circulación.
El Banco Central de Egipto emite billetes de:
| Billetes del Banco Central de Egipto | Billetes del Banco Central de Egipto | Billetes del Banco Central de Egipto | Billetes del Banco Central de Egipto | Billetes del Banco Central de Egipto | Billetes del Banco Central de Egipto | Billetes del Banco Central de Egipto                   | Billetes del Banco Central de Egipto |
| Imagen                               | Imagen                               | Valor                                | Dimensiones (milímetros)             | color                                | Descripción                          | Descripción                                            | Comenzó a circular                   |
| Anverso                              | Reverso                              | Valor                                | Dimensiones (milímetros)             | color                                | Anverso                              | Reverso                                                | Comenzó a circular                   |
| ------------------------------------ | ------------------------------------ | ------------------------------------ | ------------------------------------ | ------------------------------------ | ------------------------------------ | ------------------------------------------------------ | ------------------------------------ |
|                                      |                                      | 25 piastras                          | 130 × 70                             | Azul                                 | Mezquita de Ayesha                   | Escudo de Egipto                                       | 1985                                 |
|                                      |                                      | 50 piastras                          | 135 × 70                             | Marrón                               | Mezquita de al-Azhar                 | Ramses II                                              | 1985                                 |
|                                      |                                      | 1 libra                              | 140 × 70                             | Naranja                              | Mezquita de Qaitbay                  | Abu Simbel                                             | 1978                                 |
|                                      |                                      | 5 libras                             | 145 × 70                             | Turquesa                             | Mezquita de Ibn Tulun                | Un mural de un faraón en el río Nilo.                  | 1981                                 |
|                                      |                                      | 10 libras                            | 150 × 70                             | Rosa                                 | Mezquita de Al Rifa'i                | Kefrén                                                 | 2003                                 |
|                                      |                                      | 20 libras                            | 155 × 70                             | Verde                                | Mezquita de Muhammad Alí             | Ejército en el Antiguo Egipto en un friso de un templo | 1978                                 |
|                                      |                                      | 50 libras                            | 160 × 70                             | Malva                                | Mezquita de Abu Huraiba              | Templo de Edfu                                         | 1993                                 |
|                                      |                                      | 100 libras                           | 165 × 70                             | Verde                                | Mezquita-madrasa del Sultán Hasán    | Gran Esfinge de Guiza                                  | 1994                                 |
|                                      |                                      | 200 libras                           | 175 × 80                             | Verde Oliva                          | Mezquita de Qani-Bay                 | El escriba sentado                                     | 2007                                 |

Mientras que el Gobierno solo emite billetes de baja denominación: 5, 10, 25 y 50 piastras.
Las últimas incorporaciones han sido las monedas de 50 piastras y 1 libra, ambas de 25 mm de diámetro. La moneda de 50 piastras es de latón y en su anverso aparece el busto de la reina Cleopatra, mientras que la moneda de 1 libra es bimetálica con un anillo de cupróniquel y un centro de latón en el que aparece en su anverso la Máscara del faraón más famoso de la historia de Egipto, Tutankamón. En 2007 la moneda de 50 piastras disminuyó su tamaño pasando de 25 a 23 mm. También se ha puesto en circulación recientemente un billete de 200 libras.
| Nueva serie de billetes de polimero | Nueva serie de billetes de polimero | Nueva serie de billetes de polimero | Nueva serie de billetes de polimero | Nueva serie de billetes de polimero | Nueva serie de billetes de polimero | Nueva serie de billetes de polimero                | Nueva serie de billetes de polimero |
| Imagen                              | Imagen                              | Valor                               | Dimensiones (milímetros)            | color                               | Descripción                         | Descripción                                        | Comenzó a circular                  |
| Anverso                             | Reverso                             | Valor                               | Dimensiones (milímetros)            | color                               | Anverso                             | Reverso                                            | Comenzó a circular                  |
| ----------------------------------- | ----------------------------------- | ----------------------------------- | ----------------------------------- | ----------------------------------- | ----------------------------------- | -------------------------------------------------- | ----------------------------------- |
|                                     |                                     | 10 libras                           | 132 × 69                            | Naranja                             | Mezquita Al-Fattah al-Aleem         | Hatshepsut                                         | 2022                                |
|                                     |                                     | 20 libras                           | 137 × 69                            | Menta                               | Mezquita de Muhammad Alí            | Un carro de guerra faraónico y la reina Cleopatra. | 2023                                |

## Monedas
El Banco Central es la única autoridad competente de Egipto que puede emitir moneda metálica. Las características de las monedas en circulación son las siguientes:
| Denominación | Circula desde | Imagen  | Imagen  | Metal        | Metal        | Forma    | Diámetro | Canto    | Anverso      | Reverso            |
| Denominación | Circula desde | Anverso | Reverso | Anillo       | Centro       | Forma    | Diámetro | Canto    | Anverso      | Reverso            |
| ------------ | ------------- | ------- | ------- | ------------ | ------------ | -------- | -------- | -------- | ------------ | ------------------ |
| 5 piastras   | 1990          |         |         | Latón        | Latón        | Circular |          | Liso     | Pirámides    | Valor facial y año |
| 10 piastras  | 1990          |         |         | Latón        | Latón        | Circular |          | Liso     | Mezquita     | Valor facial y año |
| 20 piastras  | 1990          |         |         | Cupro-Níquel | Cupro-Níquel | Circular |          | Estriado | Mezquita     | Valor facial y año |
| 25 piastras  | 1993          |         |         | Cupro-Níquel | Cupro-Níquel | Circular |          | Estriado | Valor facial | Año y leyenda      |
| 50 piastras  | 2005          |         |         | Latón        | Latón        | Circular | 23 mm    | Estriado | Cleopatra    | Valor facial y año |
| 1 libra      | 2007          |         |         | Cupro-Níquel | Latón        | Circular | 25 mm    | Estriado | Tutankamón   | Valor facial y año |